# Giuseppe Calandrelli
Giuseppe Calandrelli, född 22 maj 1749 i Zagarolo, död 24 december 1827 i Rom, var en italiensk astronom och fysiker.
Calandrelli var professor i matematik vid Collegio Romano i Rom och direktor för observatoriet vid denna anstalt. Han skrev en mängd artiklar i astronomi, mekanik och fysik.